# Bombové útoky v Dublinu a Monaghanu 1974
Bombové útoky v Dublinu a Monaghanu 17. května 1974 byly sérií koordinovaných bombových útoků v Dublinu a Monaghanu v Irské republice. Tři bomby explodovaly v Dublinu během dopravní špičky a čtvrtá explodovala v Monaghanu o devadesát minut později. Zabily 33 civilistů, jedno nenarozené dítě a zranily kolem 300 lidí. Bombový útok byl nejsmrtonosnějším v celém konfliktu v Severním Irsku a nejsmrtonosnější v historii Irské republiky. Většinu obětí tvořily mladé ženy, ačkoliv se věk obětí lišil od pěti měsíců do 80 let.
Sbor ulsterských dobrovolníků (UVF), severoirská loajalistická polovojenská skupina, se v roce 1993 přihlásila k odpovědnosti za útok. Tato skupina vedla teroristickou kampaň proti Irské republice od roku 1969. Existují ověřená obvinění, že elementy britských bezpečnostních složek pomohly UVF zorganizovat tento útok. Některá z těchto obvinění pochází od bývalých členů bezpečnostních složek. Vyšetřovací komise irského parlamentu nazvala útoky aktem mezinárodního terorismu s účastí britských státních složek. Měsíc před útokem britská vláda zrušila zařazení UVF mezi zakázané organizace.
Bombové útoky se odehrály během Stávky Ulsterského dělnického výboru. Tato generální stávka byla svolána radikálními loajalisty a unionisty v Severním Irsku, kteří odmítali dohodu ze Sunningdale. Zejména odporovali myšlence sdílení politické síly s irskými nacionalisty, a navrhovanou rolí Irské republiky ve správě Severního Irska. Irská vláda pomohla vytvoření této dohody. Útok způsobil zhroucení Dohody ze Sunningdale a rozpuštění Severoirkého shromáždění 28. května.
Za útok nebyl nikdo nikdy stíhán. Kampaň vedená rodinami obětí vedla irskou vládu ke zřízení vyšetřovací komise. Její zpráva z roku 2003 kritizovala Gardu Síochána za předčasné uzavření jejího vyšetřování. Také kritizovala tehdejší vládu Fine Gael a Labouristické strany kvůli nedostatku aktivity a zájmu ohledně útoků. Zpráva dále tvrdila, že je pravděpodobné, že britské ozbrojené složky byly do konfliktu zapojeny avšak nenašla dostatečné důkazy o tom, že by o přípravě věděli lidé na vyšší úrovni velení. Vyšetřovatelé také poznamenávají nedostatečnou spolupráci ze strany britské vlády, která odmítla vydat požadované dokumenty. Rodiny obětí a další aktivisté požadují po britské vládě vydání příslušných dokumentů.